# Elaphoglossum luzonicum
Elaphoglossum luzonicum là một loài thực vật có mạch trong họ Lomariopsidaceae. Loài này được Copel. mô tả khoa học đầu tiên năm 1907.